# Svend Borberg
Svend Borberg (* 8. April 1888 in Kopenhagen; † 7. Oktober 1947 ebenda) war ein dänischer Schriftsteller, Redakteur, Publizist und Theaterkritiker. Er schrieb auch unter den Pseudonymen Sigurd Hjaltland und Mr. Stick.

## Leben
Svend Borberg entstammte mütterlicherseits aus dem Kleinadel Nordjütlands, sein Vater arbeitete als Arzt in Kopenhagen. Svend Borberg, ein Anhänger der Theorien Sigmund Freuds, studierte ab 1907 an der Metropolitanskolen in Kopenhagen und schloss 1908 als cand. phil. ab. Er reiste unter anderem nach Paris und schrieb im Jahr 1908 sein erstes Gedicht Verdensspejlet. Seine erste Veröffentlichung wurde 1910 das Prosagedicht Liliths bog (dt. Das Buch Lilith), das im altdänischen Bibelstil verfasst war.
Im Jahr 1920 schrieb er sein erstes Theaterstück Ingen (dt. Niemand), das als eines der ersten dänischen Theaterstücke mit der traditionellen Form brach und als moderne Version der Odysseus-Sagen die Unmenschlichkeit des Krieges behandelte. In den folgenden Jahren arbeitete Svend Borberg bei verschiedenen Zeitungen und Zeitschriften in Kopenhagen. Ab 1924 verfasste er Theaterrezensionen und philosophische und kulturhistorische Essays und kam in den späten 20er Jahren in Kontakt mit Ruth Berlau, der späteren Geliebten Bertolt Brechts, die er verehrte. Er förderte ihre Karriere als Schauspielerin und half ihr beim Verfassen zeitiger Reportagen.
Im Jahr 1934 erschien mit Cirkus Juris ein satirisches Stück über die Gerechtigkeit, dass sich gleichzeitig mit der Freud’schen Theorie der Psyche beschäftigte. Die Tragödie Synder og Helgen (dt. Sünder und Heiliger) aus dem Jahr 1939 behandelte ein Zusammentreffen von Don Quijote und Don Juan. Letzterer wird dabei als titelgebender Sünder mit dem Traum eines Heiligen dargestellt, der den Frauen mit unerfüllbaren Idealforderungen entgegentritt. Die Tragödie machte Borberg auch über die Landesgrenzen Dänemarks hinaus bekannt. Die deutsche Erstaufführung von Sünder und Heiliger fand am 4. April 1941 am Staatlichen Schauspielhaus in Hamburg mit Stig von Nauckhoff und Helmuth Gmelin in den Hauptrollen statt. Am Schillertheater in Berlin übernahm Will Quadflieg in einer zweiten Inszenierung 1942 die Rolle des Don Juan. Im Jahr 1942 verfasste Svend Borberg eine Biografie über die dänische Schauspielerin Bodil Ipsen.
Im Jahr 1940 wurde Dänemark von der deutschen Wehrmacht besetzt. Svend Borberg engagierte sich bis 1945 kulturell für Nazideutschland. Im März 1942 war er der Unterzeichner der Stiftungsurkunde der Europäischen Schriftstellervereinigung für Dänemark in Weimar, die durch Joseph Goebbels als Konkurrenz zum PEN-Club aufgebaut werden sollte. Innerhalb der ESV fungierte Svend Borberg als Sprecher Dänemarks. Gleichzeitig sah er sich in den 1940er Jahren als Mittler zwischen Nazideutschland und Dänemark und wurde bereits 1940 für Verdienste um die deutsch-dänischen Beziehungen mit der Humboldt-Medaille der Deutschen Akademie in München ausgezeichnet.
Im Zuge der Überprüfung von Mitgliedern der Dänischen Schriftstellervereinigung (Dansk Forfatterforening) durch das sogenannte Ehrengericht (Æresretten) der Vereinigung ab Dezember 1945 wurde Svend Borberg 1947 aus der Dänischen Schriftstellervereinigung ausgeschlossen. Bereits 1946 war er aus dem Dänischen Dramatikerverband (Danske Dramatikeres Forbund) ausgeschlossen worden.
Svend Borberg starb 1947 in Kopenhagen und wurde auf dem Mariebjerg Friedhof in Gentofte beerdigt. Nach seinem Tod wurde Borbergs Werk lange Zeit im Zusammenhang mit seiner Mitläuferschaft als negativ gewertet. Erst in den 1970er Jahren begann eine erneute Beschäftigung mit seinem Gesamtwerk.

## Familie
Svend Borberg war in erster Ehe mit Jonna Bülow verheiratet, das gemeinsame Kind Claus von Bülow kam 1926 zur Welt. Die Scheidung erfolgte 1930. In zweiter Ehe war Svend Borberg ab 1932 mit Eleonara Ibsen, einer Enkelin der Schriftsteller Henrik Ibsen und Bjørnstjerne Bjørnson, verheiratet.

## Werk
- Liliths bog (Das Buch Lilith, Novelle, 1910)
- Ingen (Niemand, Schauspiel, 1920)
- Cirkus juris. Eller, de siamesike Tvillinger. Et Tankespil (1935)
- Synder og Helgen. Tragedie. (1939)
  - Sünder und Heiliger (Ü. Hermann Kiy u. Herbert A. Frenzel; 1942)
- Das Boot. Schauspiel von den Faröern in 4 Aufzügen (Ü. Herbert A. Frenzel; 1943)
- Bodil Ipsen (Biografie, 1942)

## Auszeichnungen
- 1934: 2. Preis im Dramatikerwettbewerb mit Cirkus Juris
- 1940: Humboldt-Medaille der Deutschen Akademie in München für Verdienste um die deutsch-dänischen Beziehungen
- 1941: Henrik-Steffens-Preis
- Emma Bærentzens Legat